# 가좌로 (인천)
가좌로(Gajwa-ro)는 인천광역시 서구 가좌동에 있는 도로로, 총 연장은 1.098 km이다. 

## 유래
이름이 유래된 것은 가좌동의 동명을 따서 명명되었다. 참고로 가좌동은 이 지역의 원래의 명칭인 가재울을 한자로 표기한 명칭이다.

## 역사
- 2009년 9월 22일 : 도로명으로 가좌로를 고시

## 주요 경유지
- 서구
  - 가좌3동 - 가좌4동

## 접촉하는 도로
- 방축로
- 가재울로
- 백범로
- 열우물로

## 주요 건물 및 시설
- 한미반도체 제3공장 (가좌로 19/가좌동 537-1)
- 주안비티센터2차 (가좌로 54/가좌동 530-3)